# Matoatoa
Matoatoa – rodzaj jaszczurek z rodziny gekonowatych (Gekkonidae).

## Zasięg występowania
Rodzaj obejmuje gatunki występujące endemicznie na Madagaskarze. 

## Systematyka
Rodzaj zdefiniował w 1998 roku międzynarodowy zespół naukowców (Amerykanin Ronald Archie Nussbaum, Brytyjczyk Christopher John Raxworthy i Holender Olaf Pronk) w artykule poświęconym gekonom Madagaskaru opublikowanym na łamach Miscallaneous Publications Museum of Zoology, University of Michigan. Gatunkiem typowym jest (oryginalne oznaczenie) Matoatoa spannringi.

### Etymologia
Matoatoa: malg. matoatoa ‘duch’; w aluzji do nieuchwytnej, tajemniczej i skrytej natury tych dwóch gatunków.

### Podział systematyczny
Do rodzaju należą następujące gatunki: 
- Matoatoa brevipes (Mocquard, 1900)
- Matoatoa spannringi Nussbaum, Raxworthy & Pronk, 1998